# L'inganno felice

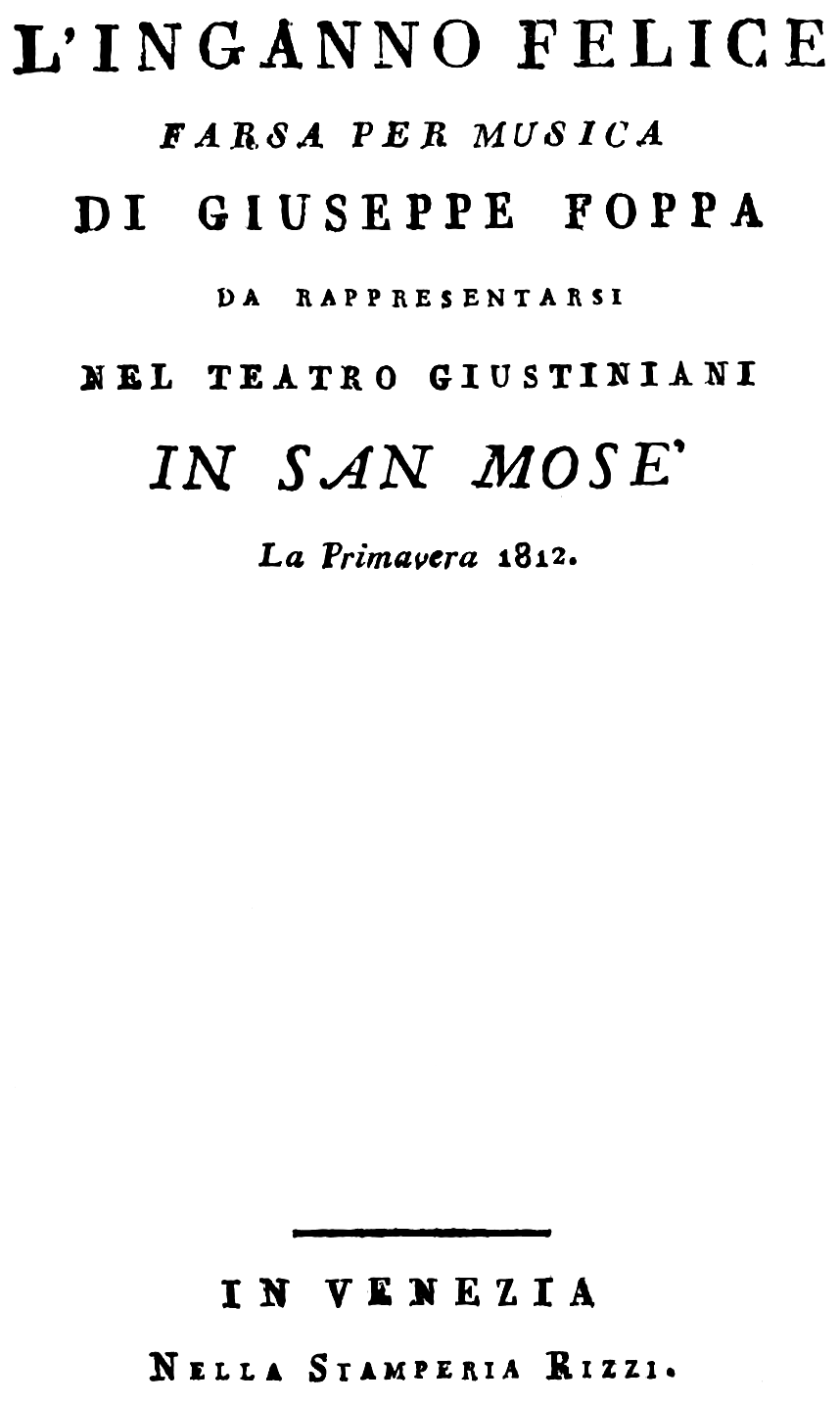
Librettots titelsida, Venedig 1812.

L'inganno felice (Det lyckosamma bedrägeriet) är en opera (farsa per musica) i en akt med musik av Gioacchino Rossini och libretto av Giuseppe Maria Foppa.

## Historia
L'inganno felice var Rossinis andra (av fem) farsopera och den tredje i ordningen att uppföras. Verket tillhör genren opera semiseria, vilken blandade komiska inslag med allvarliga. Vanligtvis handlar det om en oskuldsfull hjältinna vars liv är i fara tills det obligatoriska lyckliga slutet. Genren är besläktad med såväl italiensk opera från slutet av 1700-talet (till exempel Niccolò Piccinnis La buona figliuola (1760)), som med räddningsopera från den franska revolutionens dagar (till exempel Luigi Cherubinis Lodoïska (1791)). Operan hade premiär den 8 januari 1812 på Teatro San Moisè i Venedig och blev en så stor succé att operachefen omedelbart beställde ytterligare tre farsoperor av Rossini.

## Personer
- Bertrando, hertig (tenor)
- Isabella, hans hustru (sopran)
- Ormondo, hertigens vän (bas)
- Batone, Ormondos förtrogne (bas)
- Tarabotto (bas)

## Handling
Hertig Bertrandos hustru Isabella är försvunnen och hertigen tror att hon är död. I själva verket har Ormondo och Batone fört bort henne. Också de tror att hon är död men hon har tagits emot hos Tarabotto, som utger henne för att vara sin systerdotter. Då hertigen kommer till Tarabottos hus med Ormondo och Batone ordnar värden så att hertigen får syn på henne, och de båda skurkarna planerar att enlevera henne. Tarabotto får nys om ränkerna och ber hertigen om hjälp mot dem som tänker röv bort hans systerdotter. Till slut avslöjas det att systerdottern är den försvunna hertiginnan Isabella, som återförenas med sin man.

## Musiken
Orkestern består av:
- Träblås: flöjt (även piccolaflöjt), två oboer, två klarinetter, fagott
- Bleckblås: två valthorn
- Stråkar
- Basso continuo

Operan består av följande musiknummer :
- Sinfonia (ouvertyr)
- Nr. 1. Introduktion och duett (Isabella, Tarabotto): "Cosa dite!" (Scen 1)
- Nr. 2. Aria (Bertrando): "Qual tenero diletto" (Scen 2)
- Nr. 3. Aria (Batone): "Una voce m’ha colpito" (Scen 5)
- Nr. 4. Terzett (Bertrando, Tarabotto, Isabella): "Se la miro sembra quella" (Scen 8)
- Nr. 5. Aria (Ormondo): "Tu mi conosci" (Scen 10)
- Nr. 6. Duett (Batone, Tarabotto): "Và taluno mormorando" (Scen 11)
- Nr. 7. Aria (Isabella): "Se pietade in seno avete" (Scen 13)
- Nr. 8. Final: "Tacita notte oscura" (Scen 16)

De komiska delarna levereras av Batone och Tarabotto, som i duetten "Và taluno mormorando". Rossini var duktig på att skriva komiska duetter för två bassångare. Men Batone är mer än en basso buffo; hans aria "Una voce m'ha colpito" kräver en rik vokal variationsförmåga. Bertrandos och Isabellas arior är högtidliga och virtuosa. Bertrandos aria "Qual tenero diletto" är skriven för obligat flöjtackompanjemang.